# Takijirō Ōnishi
Takijirō Ōnishi (大西 瀧治郎 Ōnishi Takijirō?,  2 de junio de 1891-16 de agosto de 1945) fue un vicealmirante de la Armada Imperial Japonesa durante la Segunda Guerra Mundial. Es conocido como el creador de los kamikazes.

## Biografía
Ōnishi nació en el poblado de Ashida (hoy día ciudad de Tanba), en la Prefectura de Hyōgo, en 1891. Se graduó en la 40.ª clase de la Academia Naval Imperial en 1912, siendo el 20.º de 144 cadetes. Como guardiamarina sirvió en el crucero protegido Sōya y en el crucero de batalla Tsukuba. Tras esto fue ascendido a alférez y fue asignado al acorazado Kawachi.
Con el rango de subteniente estuvo asignado al portahidroaviones Wakamiya y ayudó en la creación y desarrollo del Servicio Aéreo de la Armada Imperial Japonesa en sus primeras etapas. En 1918 fue enviado a Inglaterra y Francia para aprender más sobre el desarrollo de los aviones de combate y su uso en la Primera Guerra Mundial. Después de su regreso, fue ascendido a teniente y asignado al Grupo Aéreo Naval de Yokosuka hasta 1920. Continuó sirviendo en varios puestos de personal relacionados con la aviación naval a través de la década de 1920, y también fue instructor de vuelo en Kasumigaura.
Tras su ascenso a teniente comandante fue asignado al portaaviones Hōshō en 1928, como jefe del ala aérea embarcada. También se convertiría en oficial ejecutivo del portaaviones Kaga en 1932.
En 1939 fue promovido a contraalmirante y se convirtió en jefe de Estado de la recién formada 11.ª Flota Aérea el 15 de enero de 1941, estando compuesta por la 21.ª, 22.ª y 24.ª Flotilla Aérea.

### Segunda Guerra Mundial
A comienzos de la Campaña del Pacífico de la Segunda Guerra Mundial estuvo al mando de la División de Desarrollo para la Aviación Naval en el Ministerio de Municiones y fue responsable de algunos de los detalles técnicos del ataque a Pearl Harbor bajo el mando del almirante Isoroku Yamamoto. El propio Ōnishi se opuso al ataque con el argumento de que conduciría a una guerra a gran escala con un enemigo que tenía los recursos para dominar a Japón en una rendición incondicional.
El 1 de mayo de 1943 fue ascendido a vicealmirante. Ōnishi estaba interesado también en la psicología, particularmente en lo relacionado con las reacciones de los soldados bajo circunstancias críticas e incluso había publicado un libro sobre el tema en 1938: La ética en la guerra en la Armada Imperial.

#### Nacimiento delkamikaze
A finales de octubre de 1944 se convirtió en el comandante de la 1.ª Flota Aérea en el norte de Filipinas. Si bien se le atribuye a menudo haber ideado la táctica de los ataques aéreos suicidas (kamikaze) sobre los portaaviones Aliados, el proyecto era anterior a su mandato y originalmente se opuso a la idea por considerarlo "herejía" —el primer kamikaze como tal fue el contraalmirante Masafumi Arima—.

Ōnishi en la cabina de un avión.

Tras la pérdida de las islas Marianas, y enfrentando órdenes de destruir la flota de portaaviones de la Armada de los Estados Unidos antes de la Operación Sho —plan defensivo-ofensivo que consistía en enviar todas las tropas disponibles al primer lugar que invadieran las tropas americanas—, Ōnishi cambió su posición y ordenó los ataques. En una reunión en el campo de aviación de Mabalacat cerca de Manila el 19 de octubre, Ōnishi, que estaba visitando el 201.º Cuerpo de Aviación de la Armada, dijo: «En mi opinión, solo hay una forma de asegurar que nuestra fuerza sea efectiva en un grado máximo. Es decir, organizar unidades de ataque suicidas integradas por combatientes de A6M «Zero» armados con bombas de 250 kilogramos para estrellarse contra un portaaviones enemigo... ¿Qué te parece?».
Con el plan del kamikaze listo, Ōnishi se dirigió a la primera unidad kamikaze y anunció que «su nobleza de espíritu mantendría la patria unida incluso en las ruinas de la derrota». Después de su retiro a Tokio, Ōnishi se convirtió en ayudante del Jefe del Estado Mayor de la Armada el 19 de mayo de 1945.

#### Muerte
El mismo 15 de agosto de 1945, fecha en que el Emperador transmitió un mensaje para hacer oficial la rendición incondicional de Japón, Ōnishi sostuvo algunas reuniones oficiales en su cuartel. Entrada la noche del 15, decidió cometer seppuku y el personal de la base lo halló en la madrugada. Si bien Ōnishi hizo un corte limpio en la zona abdominal, falló en cortarse la garganta y rehusó tanto de recibir auxilio médico como de recibir el "golpe de gracia".
Después de más de quince horas de agonía, murió a las 16:00 de la tarde del 16 de agosto. La nota final o yuigon que escribió decía:

Deseo expresar mi profundo aprecio a las almas de los valientes atacantes especiales. Ellos lucharon y murieron valerosamente, con fe en nuestra victoria final. 

En la muerte, quiero purgar la parte que me toca en el fracaso de no lograr esa victoria y pido disculpas a las almas de esos aviadores muertos y sus acongojadas familias. Deseo que la gente joven de Japón encuentre en mi muerte una moraleja. Ser temerarios solamente favorecerá al enemigo. Deben inclinarse con la mayor perseverancia ante el espíritu de la decisión del Emperador [...] Ustedes son el tesoro de la nación.

Con todo el fervor del espíritu de los atacantes especiales, luchen por el bienestar de Japón y por la paz en todo el mundo.

La espada con que Ōnishi se quitó la vida es exhibida en el Museo Yūshūkan, cercano al Santuario Yasukuni, en Tokio. Sus cenizas fueron divididas en dos tumbas: unas en el templo zen Sōji-ji en Yokohama, y la otra parte en el cementerio público del antiguo poblado de Ashida en la Prefectura de Hyōgo.